# Sebastian Witowski
Sebastian Witowski (* 13. September 1976) ist ein polnischer Eishockeyspieler, der seit 2002 bei KS Cracovia in der Ekstraliga unter Vertrag steht.  

## Karriere
Sebastian Witowski begann seine Karriere als Eishockeyspieler bei KTH Krynica, für dessen Profimannschaft er von 1997 bis 2002 in der Ekstraliga, der höchsten polnischen Spielklasse, aktiv war. Anschließend wechselte der Angreifer zu KS Cracovia, für das er seither auf dem Eis steht. Mit Cracovia wurde er in den Jahren 2006, 2008, 2009 und 2011 jeweils Polnischer Meister.

## Erfolge und Auszeichnungen
| - 2006 Polnischer Meister mit KS Cracovia - 2008 Polnischer Meister mit KS Cracovia | - 2009 Polnischer Meister mit KS Cracovia - 2011 Polnischer Meister mit KS Cracovia |